# 私はあなたのニグロではない
『私はあなたのニグロではない』（I Am Not Your Negro）は、ジェイムズ・ボールドウィンの未完成原稿『Remember This House』を基にしたラウル・ペック監督による2016年のドキュメンタリー映画である。サミュエル・L・ジャクソンがナレーションを務めるこの映画は、ボールドウィンによる公民権運動指導者のメドガー・エバース、マルコム・X、マーティン・ルーサー・キング・ジュニアの回想を通してアメリカ合衆国の人種差別の歴史、そして米国史についての彼の個人的な考察が描かれる。第89回アカデミー賞長編ドキュメンタリー映画賞にノミネートされた。

## 内容
ドキュメンタリーはサミュエル・L・ジャクソンがナレーションを担当し、ジェームズ・ボールドウィンの未完成原稿『Remember This House』と彼の1970年代のメモや手紙に基づく内容となっている。回想で彼の友人で公民権運動の指導者のマルコム・X、マーティン・ルーサー・キング・ジュニア、メドガー・エバースの人生が紹介される。

### プロローグ
この映画は、1968年のディック・カヴェット・ショーでのインタビューから始まる。カベットは、ボールドウィンが「何故、黒人は楽観的ではないのか？」という質問をしつこくされることが多いと指摘する。黒人が市長、プロスポーツ選手、政治家、テレビ俳優など社会全体で影響力のある地位を占めるようになり、多くの人が状況はかなり改善してきていると考えているとカベットは言う。カヴェットはボールドウィンに「状況はかなり良くなってきているのに、まだ絶望的なのか？」と尋ねる。
これに対してボールドウィンは、「人々がこの独特の言語を使っている限り、あまり希望は無いと思う。黒人に今何が起きているかという問題ではないが、それは私にとって非常に生々しい問いである」と言う。本当の問題は、この国に何が起こるのかということである。私はそれを繰り返し言わなくてはならない。」 ボールドウィンはこの映画全体を通して、アメリカの運命は黒人アメリカ人の苦境にどれだけ効果的に対処出来るかに直接関係していると言い続ける。国全体にとっての見通しと黒人アメリカ人にとっての見通しとは密接に結びついており、国全体の真実と考え方が黒人アメリカ人のそれらと同じになるのである。
この映画は5つの章に分かれており、ボールドウィンはメドガー・エヴァーズ、マルコムX、マーティン・ルーサー・キング・ジュニアの暗殺を織り交ぜていく。

### 第1章
最初の章「支払うべきものを支払うこと」では、公民権運動が学校統合を主目的としていた時代と、人種隔離と白人至上主義の現状を維持しようとして多くの白人アメリカ人が示したこれに対する激しい抵抗を描く。 

### 第2章
第2章「英雄」では、映画の白人の主人公たちが、特に暴力や強姦を通してでも自分たちの利益を追求し守ろうとする時、ロマンティックで英雄的なレンズを通してほぼ普遍的に描かれていることに焦点を当てる。これは、自らの利益を追求する必要すら無いのに、犯罪や逸脱行為を疑われ、根拠の無い疑惑による野蛮な結果に直面する黒人アメリカ人のメディアにおける描写とは対照的である。
1963年5月、ボールドウィンはロバート・F・ケネディ司法長官と会談する。劇作家のロレイン・ハンズベリーも出席していたが、会談は緊迫した対立に発展し、友好的に終わることは無かった。しかしそれにより、ケネディは国中の人種問題の重要性と緊急性に目覚めることとなった。

### 第3章
第3章「純粋さ」では、黒人アメリカと白人アメリカを分け隔てしてきた社会的に構築された境界線の多くについて、また、敬意、人種的純粋さ、社会資本、購買力、到達出来る上限などに対する期待の不均衡について論じる。
1965年、ケンブリッジ大学での保守派評論家ウィリアム・F・バックリー・ジュニアとの討論会で、ボールドウィンはロバート・ケネディ元司法長官の「アメリカでは今後40年以内に黒人の大統領が誕生するかも知れない」という最近の発言について解説する。ボールドウィンは、多くの黒人アメリカ人がこの発言を聞いた時に感じた不条理と苦々しい気持ちを強調し、こう言う。「黒人は、ヨーロッパによるアメリカの植民地化が始まって以来400年間、ずっとこの地に住んできている。彼らは拉致され、意志に反してアメリカに連れて来られ、人間以下の奴隷労働に置かれた。それなのに、この国の最高位の官職に就く可能性が僅かにでも出てくるまでに更に40年も待たなければならないのか？」 

### 第4章
第4章「黒人を売る」では、初期の強制労働から今日の経済的捕囚に至るまでの黒人搾取の歴史を辿る。黒人アメリカ人に対する歴史的かつ継続的な抑圧と、過去に存在したかも知れない人種問題は既に解決されたと思い込もうとする多くの白人アメリカ人の不断の努力によってもたらされた、アメリカ人の生活における永続的な緊張に焦点を当てる。 

### 最終章
第5章「私はニガーではない」では、これまでの4章の内容をつなぎ合わせて、現代のアメリカ黒人社会の状況を解明する。最後のシーンでボールドウィンはこう言う。「私は生きている限り悲観主義者にはなれない、だから楽観主義者にならざるを得なくなる。しかし、この国の黒人の未来は正にこの国の未来と同じくらい明るいか同じくらい暗いかだ。長い間冷遇してきたこの新参者に向き合い、対処し、受け入れるかどうかは完全にアメリカ国民にかかっている。白人がしなければならないことは、そもそも何故ニガーが必要だったのかを自分の心の中に尋ね、答えを出すことだ。私はニガーではないのだから人間である！しかし、あなたが私をニガーだと思うなら、それはあなたが黒人を必要としていることを意味する。それはこの国の白人が自問しなければならない問いである。それは住んでいる地域が北部か南部かは関係無い。何故ならこの国は1つの国だからだ。そして黒人にとって北と南の違いは無く、それは単に去勢の仕方が違うだけだ。去勢の事実はアメリカの事実――私がニガーではなく、あなた方白人がニガーを発明したのなら、その理由を調べなければならない。そしてこの国の将来は、それを自問出来るかどうかにかかっている。」

## 公開
プレミア上映は2016年9月に第41回トロント国際映画祭で行われ、ドキュメンタリー部門でジャン客賞を獲得した。その直後にマグノリア・ピクチャーズとアマゾン・スタジオが配給権を獲得した。アメリカ合衆国ではアカデミー賞の選考資格を得るために2016年12月9日に上映され、その後2017年2月3日に再度公開された。日本では2017年10月6日に山形国際ドキュメンタリー映画祭で上映された後、2018年5月12日にマジックアワー配給で一般公開された。

### 興行収入
アメリカ合衆国では2017年5月11日までに708万9174ドルを売り上げた。

### 批評家の反応
Rotten Tomatoesでは134件のレビューで支持率は99%、平均点は8.9/10となった。Metacriticでは34件のレビューで加重平均値は96/100となった。

### 受賞とノミネート
| 賞                                                    | 授賞式                       | 部門                                | 候補                                               | 結果                              |
| ----------------------------------------------------- | ---------------------------- | ----------------------------------- | -------------------------------------------------- | --------------------------------- |
| アカデミー賞                                          | 2017年2月26日                | 長編ドキュメンタリー映画賞          | レミ・グルレティ エイバート・ペック ラウル・ペック | ノミネート                        |
| EDA賞                                                 | 2016年12月21日               | ドキュメンタリー賞                  | ラウル・ペック                                     | ノミネート                        |
| EDA賞                                                 | 2016年12月21日               | 編集賞                              | アレクサンドラ・ストラウス                         | ノミネート                        |
| オースティン映画批評家協会                            | 2016年12月28日               | ドキュメンタリー賞                  | 『私はあなたのニグロではない』                     | ノミネート                        |
| ブラック映画批評家協会                                | 2016年12月20日               | 特別賞                              | 『私はあなたのニグロではない』                     | 受賞                              |
| ブラック・リール賞                                    | 2017年2月16日                | 長編ドキュメンタリー賞              | ラウル・ペック                                     | ノミネート                        |
| セントラル・オハイオ映画批評家協会                    |                              | ドキュメンタリー賞                  | 『私はあなたのニグロではない』                     | ノミネート                        |
| シカゴ国際映画祭                                      | 2016年10月21日               | 観客賞 (長編ドキュメンタリー部門)   | ラウル・ペック                                     | 受賞                              |
| シネマ・アイ・オナーズ                                | 2017年1月11日                | シネマ・アイ観客賞                  | ラウル・ペック                                     | ノミネート                        |
| シネマ・アイ・オナーズ                                | 2017年1月11日                | 長編ノンフィクション製作賞          | レミ・グルレティ                                   | ノミネート                        |
| シネマ・アイ・オナーズ                                | 2017年1月11日                | 長編ノンフィクション製作賞          | エイバート・ペック                                 | ノミネート                        |
| シネマ・アイ・オナーズ                                | 2017年1月11日                | 長編ノンフィクション製作賞          | ラウル・ペック                                     | ノミネート                        |
| シネマ・アイ・オナーズ                                | 2017年1月11日                | 監督賞                              | ラウル・ペック                                     | ノミネート                        |
| シネマ・アイ・オナーズ                                | 2017年1月11日                | 編集賞                              | アレクサンドラ・ストラウス                         | ノミネート                        |
| シネマ・アイ・オナーズ                                | 2017年1月11日                | 作曲賞                              | Alexei Aigui                                       | ノミネート                        |
| ダラス・フォートワース映画批評家協会賞                | 2016年12月13日               | ドキュメンタリー映画賞              | 『私はあなたのニグロではない』                     | ノミネート                        |
| ディスカバリー・イン・メディア賞                      | 2017年9月15日                | 映画賞                              | 『私はあなたのニグロではない』                     | ノミネート                        |
| フロリダ映画批評家協会賞                              | 2016年12月21日               | ドキュメンタリー映画賞              | 『私はあなたのニグロではない』                     | ノミネート                        |
| ゴッサム賞                                            | 2016年11月28日               | 観客賞                              | 『私はあなたのニグロではない』                     | ノミネート                        |
| ゴッサム賞                                            | 2016年11月28日               | ドキュメンタリー賞                  | 『私はあなたのニグロではない』                     | ノミネート                        |
| ハンプトンズ国際映画祭                                |                              | 観客賞 (ドキュメンタリー部門)       | ラウル・ペック                                     | 受賞                              |
| ハンプトンズ国際映画祭                                | ブリゾララ・ファミリー財団賞 | ノミネート                          | ラウル・ペック                                     |                                   |
| インディペンデント・スピリット賞                      | 2016年2月27日                | 長編ドキュメンタリー賞              | 『私はあなたのニグロではない』                     | ノミネート                        |
| インディワイア批評家投票                              | 2016年12月19日               | ドキュメンタリー賞                  | 『私はあなたのニグロではない』                     | 3位                               |
| インディワイア批評家投票                              | 2016年12月19日               | 編集賞                              | アレクサンドラ・ストラウス                         | 9位                               |
| 国際ドキュメンタリー協会                              |                              | 技術部門賞 (脚本部門)               | ラウル・ペック                                     | 受賞                              |
| 国際ドキュメンタリー協会                              | ジェイムズ・ボールドウィン   | 技術部門賞 (脚本部門)               | 受賞                                               |                                   |
| 国際ドキュメンタリー協会                              | IDA賞 (長編部門)             | レミ・グルレティ                    | ノミネート                                         |                                   |
| 国際ドキュメンタリー協会                              | IDA賞 (長編部門)             | エイバート・ペック                  | ノミネート                                         |                                   |
| 国際ドキュメンタリー協会                              | IDA賞 (長編部門)             | ラウル・ペック                      | ノミネート                                         |                                   |
| 国際ドキュメンタリー協会                              | ビデオ・ソース賞             | ラウル・ペック                      | ノミネート                                         |                                   |
| ロサンゼルス映画批評家協会賞                          | 2016年12月4日                | ドキュメンタリー映画賞              | 『私はあなたのニグロではない』                     | 受賞                              |
| MTVムービー&TVアワード                                | 2017年5月7日                 | ドキュメンタリー賞                  | 『私はあなたのニグロではない』                     | ノミネート                        |
| NAACPイメージ・アワード                               | 2017年2月11日                | ドキュメンタリー映画賞              | 『私はあなたのニグロではない』                     | ノミネート                        |
| 全米映画批評家協会賞                                  | 2016年1月7日                 | ノンフィクション映画賞              | ラウル・ペック                                     | 次点                              |
| ノースカロライナ映画批評家協会                        | 2017年1月2日                 | ドキュメンタリー映画賞              | 『私はあなたのニグロではない』                     | ノミネート                        |
| オンライン映画批評家協会                              | 2017年1月3日                 | ドキュメンタリー映画賞              | 『私はあなたのニグロではない』                     | ノミネート                        |
| フィラデルフィア映画祭                                | 2016年10月30日               | 観客賞 (長編映画部門)               | ラウル・ペック                                     | 受賞                              |
| フィラデルフィア映画祭                                | 2016年10月30日               | 審査員賞 (長編ドキュメンタリー部門) | ラウル・ペック                                     | 受賞                              |
| サンフランシスコ映画批評家協会                        | 2016年12月11日               | ドキュメンタリー映画賞              | ラウル・ペック                                     | 受賞                              |
| セントルイス映画批評家協会                            | 2016年12月18日               | 長編ドキュメンタリー賞              | 『私はあなたのニグロではない』                     | 受賞                              |
| トロント国際映画祭                                    | 2016年9月18日                | ドキュメンタリー部門観客賞          | ラウル・ペック                                     | 受賞                              |
| ヴィレッジ・ヴォイス映画投票                          | 2016年12月21日               | ドキュメンタリー賞                  | 『私はあなたのニグロではない』                     | 3位 (『No Home Movie』とタイ受賞) |
| ワシントンD.C.映画批評家協会                          | 2016年12月4日                | ドキュメンタリー賞                  | 『私はあなたのニグロではない』                     | ノミネート                        |
| International Film Festival and Forum on Human Rights | 2017年3月18日                | Gilda Vieira de Mello Award         | 『私はあなたのニグロではない』                     | 受賞                              |